# Tuyên Quang (Stadt)
Tuyên Quang ist eine Stadt in Vietnam und die Hauptstadt der gleichnamigen Provinz Tuyen Quang.

## Geographie
Tuyên Quang liegt etwa 110 Kilometer nordwestlich von Hanoi und circa 120 Kilometer südlich von China. Es besteht zudem aus den drei Stadtteilen Phan Thiết, Tân Quang und Minh Xuân, durch die auch der Fluss Lô fließt.

## Einwohner
Die Bevölkerungsgröße der Provinzstadt Tuyên Quang betrug im Jahr 2019 104.645 Einwohner. Davon lebten 62.375 in der eigentlichen Stadt.

## Geschichte
Die Fremdenlegion verteidigte mit 600 Legionären eine französische Stellung bei Tuyên Quang vier Monate lang gegen 12.000 Angehörige der Yunnan und Armee der Schwarzen Flaggen während des Französisch-Chinesischen Krieges (August 1884 bis April 1885). Die Belagerung von Tuyên Quang gilt immer noch als eine der bedeutendsten Taten der Fremdenlegion und wird daher im ersten Verse des Marschliedes der Fremdenlegion Le Boudin gedacht.
Tuyên Quang diente in Indochina als Garnison, die jedoch während des ersten Indochinakrieges von den Viet Minh eingenommen wurde.

## Tuyên Quang in der vietnamesischen Sprache
Ein bekanntes vietnamesisches Sprichwort lautet Chè Thái, gái Tuyên, was so viel bedeutet wie Hol' dir Tee aus Thái (Nguyên) und Frauen aus Tuyên (Quang).

## Persönlichkeiten
- Adrienne Horvath (1925–2012), französische Politikerin, Abgeordnete der Nationalversammlung